# Punta León
La punta León es una punta o cabo ubicado en el mar Argentino, océano Atlántico, a unos 25 kilómetros al sur de punta Ninfas, a 82 km de Puerto Madryn y a 89 km de Rawson, en el departamento Rawson, provincia del Chubut, Argentina. No se encuentra abierto al público ya que es una unidad de investigación biológica.
La reserva de punta León, cuenta con una superficie de 300 hectáreas (150 marinas) y se creó el 27 de septiembre de 1985. Cuenta con una gran diversidad de aves y mamíferos marinos. También alberga colonias reproductivas de siete especies de aves marinas y costeras, como así también un apostadero de lobos marinos de un pelo (Otaria flavescens) y otro de elefantes marinos (Mirounga leonina).